# Luiz Carlos Guarnieri
Luiz Carlos Guarnieri (sinh ngày 13 tháng 8 năm 1971) là một cầu thủ bóng đá người Brasil.

## Sự nghiệp câu lạc bộ
Luiz Carlos Guarnieri đã từng chơi cho Kyoto Purple Sanga.

## Thống kê câu lạc bộ

### J.League
| Đội                | Năm       | J.League | J.League | J.League Cup | J.League Cup | Tổng cộng | Tổng cộng |
| Đội                | Năm       | Trận     | Bàn      | Trận         | Bàn          | Trận      | Bàn       |
| ------------------ | --------- | -------- | -------- | ------------ | ------------ | --------- | --------- |
| Kyoto Purple Sanga | 1996      | 25       | 1        | 12           | 1            | 37        | 2         |
| Kyoto Purple Sanga | 1997      | 23       | 1        | 6            | 0            | 29        | 1         |
| Tổng cộng          | Tổng cộng | 48       | 2        | 18           | 1            | 66        | 3         |